# آتش‌سوزی ۲۰۱۷ داوائو سیتی
آتش‌سوزی ۲۰۱۷ داوائو سیتی فیلیپین در روز شنبه ۲۳ دسامبر در یک مرکز خرید رخ داد که یک مبلمان فروشی در طبقه سوم آتش گرفت و به بقیه طبقات گسترش یافت، ۳۷ نفر که عمدتاً کارمندان مرکز تلفنی در این مرکز خرید بودند جان خود را از دست دادند.

## شرح حادثه
روز شنبه ۲۳ دسامبر ۲۰۱۷ آتش‌سوزی گسترده‌ای در یک مرکز خرید NCC در شهر داوائو سیتی در فیلیپین رخ داد، این آتش‌سوزی از یک مبلمان فروشی که در طبقه سوم این مرکز خرید بود شروع شده و به سرعت تمامی مرکز خرید را دربرگرفت.
شهر " داوائو سیتی " در حدود ۸۰۰ کیلومتری جنوب شرق مانیل، پایتخت، واقع شده‌است.

## تلفات و خسارت
در این آتش‌سوزی دست کم ۳۷ نفر جان خود را از دست داده‌اند که به گفته مقامات این شهر عمدتاً از کارمندان مرکز تلفنی بوده که در این مرکز خرید قرار داشته‌است.
شش نفر در این آتش‌سوزی زخمی شده و جان سالم بدر بردند که به بیمارستان منتقل شده‌اند.

## عملیات نجات
چندین تیم آتش‌نشانی ساعت‌ها درصدد خاموش کردن و کنترل آن بودند ولی تعدادی از مردم که در طبقات فوقانی گیر افتاده بودند شانسی برای زنده ماندن نداشتند.

## علت
از علت آتش‌سوزی اطلاعی در دست نیست و در دست بررسی می‌باشد.

## واکنش‌ها
رودریگو دوترته، رئیس‌جمهوری فیلیپین با خانواده‌اش از محل آتش‌سوزی و خانواده قربانیان شب روز حادثه دیدار کردند.